# 쉐도우 (1982년 영화)
《쉐도우》(이탈리아어: Tenebre, 영어: Tenebrae)는 1982년 개봉한 이탈리아의 잘로 영화이다. 다리오 아르젠토가 연출과 각본을 맡았다.

## 줄거리
미국인 공포 소설가 피터 닐은 신작 "테너브레이"(Tenebrae→어둠) 홍보를 위해 출판 에이전트 불머, 조수 앤과 로마를 찾는다. 이때 피터의 전 약혼자 제인이 몰래 로마까지 피터를 쫓아온다.
피터가 로마에 도착하기 직전 도벽이 있는 엘사란 여성이 면도칼로 살해되고 입에서 테너브레이 일부가 발견되면서 제르마니 경감과 알티에리 경위가 피터를 찾아온다. 이후 미국 유학 시절부터 피터와 알고 지낸 레즈비언 언론인 틸데와 연인 마리온이 면도칼에 당하고, 피터가 머무는 건물의 주인 딸 마리아가 범인의 은신처로 보이는 곳을 발견했다가 도끼에 난도질 당하는 등 연속 살인이 이어진다. 살인마는 범행을 저지를 때마다 피터에게 문자를 오려 붙인 편지를 보낸다. 
TV 인터뷰 진행자 크리스티아노 베르티가 피터의 소설에 비상한 관심을 보이자 피터와 이탈리아 조수 지안니는 의심을 품고 베르티의 집을 살피러 간다. 좀 더 자세한 관찰을 위해 홀로 집에 접근했던 지안니는 얼굴이 보이지 않는 누군가 베르티의 머리를 도끼로 찍는 모습을 실시간으로 목격한다. 피터에게 돌아온 지안니는 피터가 돌에 머리를 맞아 정신을 잃고 쓰러져있는 걸 발견한다.
이어 제인과 비밀리에 관계를 갖고 있던 불머가 광장에서 칼에 찔려 숨지는데...

## 출연
- 앤서니 프랜시오사 - 피터 닐 역
- 존 색슨 - 불머 역
- 다리아 니콜로디 - 앤 역
- 줄리아노 젬마 - 제르마니 경감 역
- 존 스타이너 - 크리스티아노 베르티 역
- 베로니카 라리오 - 제인 매케로 역
- 카롤라 스타냐로 - 알티에리 경위 역
- 미렐라 단젤로 - 틸데 역
- 크리스티안 보로메오 - 지안니 역
- 아니아 피에로니 - 엘사 만니 역
- 라라 벤델 - 마리아 알보레토 역
- 미렐라 반티 - 마리온 역
- 엔니오 지롤라미 - 백화점 점장 역
- 마리노 마세 - 존 역
- 풀비오 민고치 - 알보레토 씨 역
- 람베르토 바바 - 엘리베이터 수리공 역 (크레디트 미기재)
- 미켈레 소아비 - 회상 속 남성 역 (크레디트 미기재)

## 기타 제작진
- 미술: 주세페 바산